# Лінфілд (Белфаст)
Лінфілд (Белфаст) — північноірландський футбольний клуб з Белфаста, заснований у 1886. У цей час виступає в ІФА Прем'єр-лізі. Один з провідних клубів Північної Ірландії. У сезоні 2010/11 здобув ювілейне 50-те чемпіонство.
Основні кольори клубу сині. Домашні матчі проводить на стадіоні Віндзор-Парк, який вміщує 18 000 глядацьких місць.

## Досягнення
- Чемпіон Північної Ірландії: 57
  - 1890/91, 1891/92, 1892/93, 1894/95, 1897/98, 1901/02, 1903/04, 1906/07, 1907/08, 1908/09, 1910/11, 1913/14, 1921/22, 1922/23, 1929/30, 1931/32, 1933/34, 1934/35, 1948/49, 1949/50, 1953/54, 1954/55, 1955/56, 1958/59, 1959/60, 1960/61, 1961/62, 1965/66, 1968/69, 1970/71, 1974/75, 1977/78, 1978/79, 1979/80, 1981/82, 1982/83, 1983/84, 1984/85, 1985/86, 1986/87, 1988/89, 1992/93, 1993/94, 1999/00, 2000/01, 2003/04, 2005/06, 2006/07, 2007/08, 2009/10, 2010/11, 2011/12, 2016/17, 2018/19, 2019/20, 2020/21, 2021/22, 2024/25

- Володар Кубка Північної Ірландії: 44
  - 1890/91, 1891/92, 1892/93, 1894/95, 1897/98, 1898/99, 1901/02, 1903/04, 1911/12, 1912/13, 1914/15, 1915/16, 1918/19, 1921/22, 1922/23, 1929/30, 1930/31, 1933/34, 1935/36, 1938/39, 1941/42, 1944/45, 1945/46, 1947/48, 1949/50, 1952/53, 1959/60, 1961/62, 1962/63, 1969/70, 1977/78, 1979/80, 1981/82, 1993/94, 1994/95, 2001/02, 2005/06, 2006/07, 2007/08, 2009/10, 2010/11, 2011/12, 2016/17, 2020/21

- Володар Кубка Ліги Північної Ірландії: 12
  - 1986/87, 1991/92, 1993/94, 1997/98, 1998/99, 1999/00, 2001/02, 2005/06, 2007/08, 2018/19, 2022/23, 2023/24

- Володар Суперкубка Північної Ірландії: 4
  - 1993, 1994, 2000, 2017

- Володар Каунті Антрім: 43
  - 1898/99, 1903/04, 1905/06, 1906/07, 1907/08, 1912/13, 1913/14, 1916/17, 1921/22, 1922/23, 1927/28, 1928/29, 1929/30, 1931/32, 1932/33, 1933/34, 1934/35, 1937/38, 1941/42, 1946/47, 1948/49†, 1952/53, 1954/55, 1957/58, 1958/59, 1960/61, 1961/62, 1962/63, 1965/66, 1966/67, 1972/73, 1976/77, 1980/81, 1981/82, 1982/83, 1983/84, 1994/95, 1997/98, 2000/01, 2003/04, 2004/05, 2005/06

## Відомі футболісти
- Майкл Голт
- Алан Маннус
- Пітер Томпсон
- Гленн Фергюсон
- Денніс Вайоллет
- Джекі Мілберн